# Lake (Familienname)
Lake ist ein englischer Familienname.

## Herkunft und Bedeutung
Lake ist ein Wohnstättenname für Personen, die an einem See (engl. Lake) wohnen.

## Namensträger
- Agnes Caroline Lake (ca. 1887–ca. 1972), englisch-britische Suffragette
- Agnes Kirsopp Lake Michels (1909–1993), US-amerikanische Altphilologin
- Alan Lake (1940–1984), britischer Schauspieler
- Alice Lake (Schauspielerin) (1895–1967), US-amerikanische Schauspielerin
- Anthony Lake (* 1939), US-amerikanischer Politikwissenschaftler
- Arthur Lake (1905–1987), US-amerikanischer Schauspieler
- Bartholomäus van der Lake (um 1420–1468), deutscher Kleriker und Notar
- Ben Lake (Eishockeyspieler) (* 1990), britisch-kanadischer Eishockeyspieler
- Ben Lake (Politiker) (* 1993), englischer Politiker, MP
- Bill Lake (Schauspieler), kanadischer Schauspieler
- Bruce Lake (Footballspieler) (* 1948), australischer Australian-Football-Spieler
- Carlton Lake (Journalist) (1915–2006), US-amerikanischer Journalist, Kunsthistoriker und Kurator
- Carnell Lake (* 1967), US-amerikanischer American-Football-Spieler
- Chris Lake, britischer DJ
- Clair Lake (Informatiker) (1888–1958), Computer-Ingenieur bei IBM
- Cliff Lake (Eishockeyspieler), kanadischer Eishockeyspieler
- David A. Lake (* 1956), US-amerikanischer Politikwissenschaftler
- David J. Lake (1929–2016), australischer Science-Fiction-Autor
- Dianne Lake (* 1953), ehemaliges Mitglied der Manson Family
- Eustace Lake, antiguanischer Politiker
- Everett J. Lake (1871–1948), US-amerikanischer Politiker
- Gene Lake (* 1966), US-amerikanischer Schlagzeuger
- Geovannie Lake (Geovannie Omarie Lake, * 1998), Fußballspieler von St. Kitts und Nevis
- Gerard Lake, 1. Viscount Lake (1744–1808), britischer General, Beamter und Politiker
- Gerwin Lake (* 1996), niederländischer Fußballspieler
- Greg Lake (1947–2016), britischer Musiker
- Ian Lake (* 1982), Fußballspieler von St. Kitts und Nevis
- Iona Lake (* 1993), britische Leichtathletin
- James A. Lake (* 1941), US-amerikanischer Biologe
- James Aston Lake, britischer Schauspieler und Stuntman
- Jay Lake (1964–2014), US-amerikanischer Science-Fiction- und Fantasy-Schriftsteller
- John Lake (Bischof) (1624–1689), englischer Bischof
- John G. Lake (1870–1935), kanadischer Heilungsevangelist und Missionar
- John Henry Lake (* 1877; † unbekannt), US-amerikanischer Radsportler
- John Neilson Lake (* 1834; † unbekannt), Gründer der kanadischen Stadt Saskatoon
- Kari Lake (* 1969), US-amerikanische Politikerin und Journalistin
- Kirsopp Lake (1872–1946), britischer Theologe
- Larry Lake († 2013), kanadischer Musiker
- Leonard Lake (1945/1946–1985), US-amerikanischer Serienmörder
- Louise Lake-Tack (* 1944), antiguanische Politikerin
- Marianne Lake, britisch-amerikanische Bankmanagerin
- Michael Lake (* 1973), US-amerikanischer Basketballspieler
- Michael Maximilian Lake (* 1987), deutscher Volleyball- und Beachvolleyballspieler
- Morgan Lake (* 1997), britische Leichtathletin
- Nathan Lake (* 1992), englischer Squashspieler
- Oliver Lake (* 1942), US-amerikanischer Saxophonist und Komponist
- Paul Lake (* 1968), englischer Fußballspieler
- Philip Lake (1865–1949), englischer Geologe
- Richard Stuart Lake (1860–1950), kanadischer Politiker
- Ricki Lake (* 1968), US-amerikanische Moderatorin und Schauspielerin
- Rupert Lake (* 1934), antiguanischer Sportfunktionär
- Sànoe Lake (* 1979), US-amerikanische Schauspielerin
- Sean Lake (* 1991), australischer Radrennfahrer und Ruderer
- Serena Lake (1842–1902), australische Evangelistin, Suffragette und Abstinenzlerin
- Simon Lake (1866–1945), US-amerikanischer Ingenieur
- Steve Lake (* 1951), britischer Musikjournalist, Autor und Musikproduzent
- Stuart N. Lake (1889–1964), US-amerikanischer Autor
- Suzy Lake (* 1947), amerikanisch-kanadische Künstlerin
- Trish Lake, australische Filmproduzentin
- Turk Van Lake (1918–2002), US-amerikanischer Jazzmusiker und Komponist
- Valda Lake (* 1968), britische Tennisspielerin
- Veronica Lake (1922–1973), US-amerikanische Schauspielerin
- William A. Lake (1808–1861), US-amerikanischer Politiker